# Tournaisis
El Tournaisis durant l'antic règim era una petita regió autònoma que comprenia la ciutat de Tournai i els pobles dels afores també anomenat la castellania de Tournai.
A l'inici era un principat bisbal independent, però el 1188 esqueia sota la sobirania del rei de França. El 1525 Carles V del Sacre Imperi Romanogermànic va afegir-lo a les Disset Províncies, enclavat entre el comtat de Flandes i el comtat d'Hainaut. El 1790, els estats del Tournaisis van reunir-se amb les altres províncies dels Països Baixos austríacs als Estats Units bèlgics. El 1794, les tropes revolucionàries de França van annexionar la regió i afegir-la al nou departament de Jemappes.